# Space Stars
Space Stars est une émission télévisée d'animation américaine en 66 segments de 6, 7 et 10 minutes produite par le studio Hanna-Barbera et diffusée du 12 septembre 1981 au 21 novembre 1981 sur le réseau NBC.
Les épisodes de cette série sont inédits dans les pays francophones.

## Synopsis
Les super héros de l'espace (Le Fantôme de l'espace, Les Herculoïds, Teen Force, Space Ace and the Space Mutts) vivent des aventures extraordinaires dans la galaxie et se retrouvent pour des aventures en commun lors du dernier segment de la série (Space Stars Finale).

## Fiche technique
- Titre original : Space Stars
- Réalisateur : Joseph Barbera, William Hanna
- Production : Joseph Barbera, William Hanna
- Sociétés de production : Hanna-Barbera
- Pays d'origine : États-Unis
- Langue : anglais
- Nombre d'épisodes : 66
- Durée : 6, 7 et 10 minutes

## Production
Lors de sa diffusion aux États-Unis le samedi matin, le bloc de 60 minutes proposait cinq dessins animés : 
- 2 épisodes du Fantôme de l'espace d'une durée de six minutes chacun
- 1 épisode de The Herculoïds d'une durée de dix minutes
- 1 épisode de Teen Force d'une durée de sept minutes
- 1 épisode de Space Ace and the Space Mutts d'une durée de sept minutes
- 1 épisode spécial regroupant les personnages précédents dans Space Stars Finale, d'une durée de sept minutes.

## Le Fantôme de l'Espace
Le Fantôme de l'espace est un policier interstellaire doté d'un costume spécial lui conférant des pouvoirs : il peut ainsi se rendre invisible, voler, respirer sous l'eau et se téléporter. Il se déplace dans la galaxie à bord d'un vaisseau spatial. Il est accompagné dans ses aventures par les jumeaux Jacques et Jeanne et le petit singe Blip. Ces épisodes inédits font suite à la première série Le Fantôme de l'espace datant des années 1960.

### Voix originales
- Gary Owens : Le Fantôme de l'Espace
- Steve Spears : Jace (Jacques en VF)
- Alexandra Stoddart : Jan (Jeanne en VF)
- Frank Welker : Blip

#### Épisodes
1. Attack of the Space Sharks (L'Attaque des requins de l'espace)
2. The Haunted Space Station (La Station spatiale hantée)
3. The Sorceress (La Sorcière)
4. Planet of the Space Monkeys (La Planète des singes de l'espace)
5. The Anti-Matter Man (L'Homme d'anti-matière)
6. The Space Dragons (Les Dragons de l'espace)
7. Starfly (La Mouche de l'espace)
8. The Big Freeze (Le Grand Froid)
9. The Toymaker (Le Fabricant de jouets)
10. Microworld (Le Monde microscopique)
11. Space Spectre (Le Spectre de l'espace)
12. Web of the Wizard (La Toile du sorcier)
13. Time Chase (Chasse temporelle)
14. The Deadly Comet (La Comète mortelle)
15. The Shadow People (Les Gens de l'ombre)
16. Time of the Giants (Le Temps des géants)
17. City in Space (La Cité dans l'espace)
18. Nomads (Nomades)
19. Eclipse Woman (La Femme de l'éclipse)
20. Devilship (Vaisseau maléfique)
21. The Time Master (Le Maître du temps)
22. Spacecube of Doom (Le Cube spatial du destin)

## The Herculoids
Sur la planète Quasar vivent les Herculoids, des créatures extra-terrestres composées de Zok, un dragon volant de l'espace, Igoo, un gorille de pierre, Tundro, une créature hybride entre le tricératops et le rhinocéros et enfin Gloop et Gleep, deux créatures protoplasmiques. Elles vivent en paix avec trois humanoides : Zandor, le protecteur de Quasar, Tara, la femme de Zandor et leur fils Dorno. Ces épisodes inédits font suite à la première série The Herculoids datant des années 1960.

### Voix originales
- Mike Road : Zandor
- Virginia Gregg : Tara
- Sparky Marcus : Dorno

#### Épisodes
1. The Ice Monster (Le Monstre de glace)
2. The Purple Menace (La Menace pourpre)
3. The Firebird (L'Oiseau de feu)
4. The Energy Creature (La Créature énergétique)
5. The Snake Riders (Les Cavaliers serpents)
6. The Buccaneer (Le Boucanier)
7. The Thunderbolt (Le Coup de tonnerre)
8. Return of the Ancients (Le Retour des anciens)
9. Space Trappers (Les Trappeurs de l'espace)
10. The Invisibles (Les Invisibles)
11. Mindbender (Révélation)

## Teen Force
Aux confins du mystérieux Trou Noir X séparant l'univers alternatif des jeunes étudiants de l'espace des autres héros de la série Space Stars vit le groupe de super héros : la Teen Force. Composée de Kid Comet, possédant une super vitesse lui permettant de voyager dans le temps, de Moleculad, possédant la capacité de modifier ses molécules et d'Elektra qui a des dons de télépathie, de télékinésie ainsi qu'une habilité à se téléporter. Ils sont accompagnés dans leurs aventures par les Astromites, des créatures extra-terrestres nommés Plutem et Glax. Ils affrontent principalement Uglor, un mutant et dictateur de la planète Uris dans la galaxie Q-2.

### Voix originales
- Darryl Hickman : Kid Comet
- David Hubbard : Moleculad
- B.J. Ward : Elektra
- Michael Winslow : Plutem / Glax
- Allan Lurie : Uglor

#### Épisodes
1. The Death Ray (Le Rayon de la mort)
2. Nebulon (Nebulon)
3. Decoy of Doom (Le Leurre du chasseur)
4. Elektra's Twin (Le Jumeau d'Elektra)
5. Uglor's Power Play (Le Jeu de pouvoir d'Uglor)
6. The Ultimate Battle (La Dernière Bataille)
7. Prison Planet (La Planète prison)
8. Trojan Teen Force (La Teen Force de Troie)
9. The Space Slime (La Substance spatiale)
10. Pandora's Warp (La Chaîne de Pandore)
11. Wordstar (Le Mot de l'étoile)

## Space Ace and the Space Mutts
Space Ace est un policier de l'espace patrouillant dans la galaxie. Il est accompagné de trois chiens, Astro, issu de la famille des Jetsons, Cosmo et Dipper.

### Voix originales
- Michael Bell : Space Ace
- Don Messick : Astro
- Frank Welker : Cosmo
- Lennie Weinrib : Dipper

#### Épisodes
1. The Night of the Crab (La Nuit du crabe)
2. Reverso (Reverso)
3. Menace of the Magnet Maniac (La Menace du maniaque magnétique)
4. The Greatest Show Off Earth (Le Plus Grand Chapiteau en dehors de la Terre)
5. Rock Punk (Rock sauvage)
6. Rampage of the Zodiac Man (L'Homme du Zodiaque se déchaîne)
7. Will the Real Mr. Galaxy Please Stand Up (Que le vrai Monsieur Galaxy se lève s'il vous plaît !)
8. Galactic Vac is Back (Galactic Vac est de retour)
9. The Education of Puglor (L’Éducation de Puglor)
10. Jewlie Newstar (Jewlie Newstar)
11. Wonder Dog (Le Chien merveille)

## Space Stars Finale
Comme son titre l'indique, cet épisode constitue le final de l'émission où les personnages de toutes les séries se rencontrent.

### Épisodes
1. Dimension of Doom (Dimension fatale) (Le Fantôme de l'Espace et Teen Force font équipe ensemble)
2. Worlds in Collision (Mondes en collision) (Le fantôme de l'Espace fait équipe avec Teen Force et The Herculoids)
3. Polaris (Polaris) (Le Fantôme de l'Espace fait équipe avec Teen Force)
4. Endangered Spacies (Espèces menacées) (Space Ace et ses chiens font équipe avec The Herculoids)
5. The Olympians (Les Olympiens) (Teen Force fait équipe avec The Herculoids)
6. Magnus (Magnus) (Le Fantôme de l'Espace fait équipe avec The Herculoids)
7. The Crystal Menace (La menace de cristal) (Le Fantôme de l'Espace fait équipe avec The Herculoids)
8. The Outworlder (L'outremonde) (Le Fantôme de l'Espace fait équipe avec Teen Force)
9. Mindwitch (Opérateur mental) (Le Fantôme de l'Espace fait équipe avec The Herculoids)
10. Uglor Conquers the Universe (Uglor conquiert l'univers) (Teen Force fait équipe avec The Herculoids)
11. The Cosmic Mousetrap (Le piège à souris cosmique) (Le Fantôme de l'Espace fait équipe avec Teen Force)

## DVD
- Aux États-Unis, l'intégralité des épisodes est sortie en coffret 3 DVD sous le titre Space Stars : The Complete Series dans la collection Hanna Barbera Classic Collection le 8 octobre 2013 chez Warner Home Vidéo. L'audio est en anglais sans sous-titres. Il est multi-zones bien qu'annoncé lisible en zone 1.